# Charles Gabriel Morel d'Escures
Charles Gabriel Morel d'Escures né le 3 janvier 1751 à Alençon et mort le 13 juillet 1786 à la Baie des Français, Lituya (Alaska) est un officier de marine et navigateur français.
Il est membre de l'expédition de Lapérouse, du 1er août 1785 jusqu'à sa mort le 13 juillet 1786. L'expédition se poursuit jusqu'à sa disparition corps et bien au printemps 1788.

## Biographie

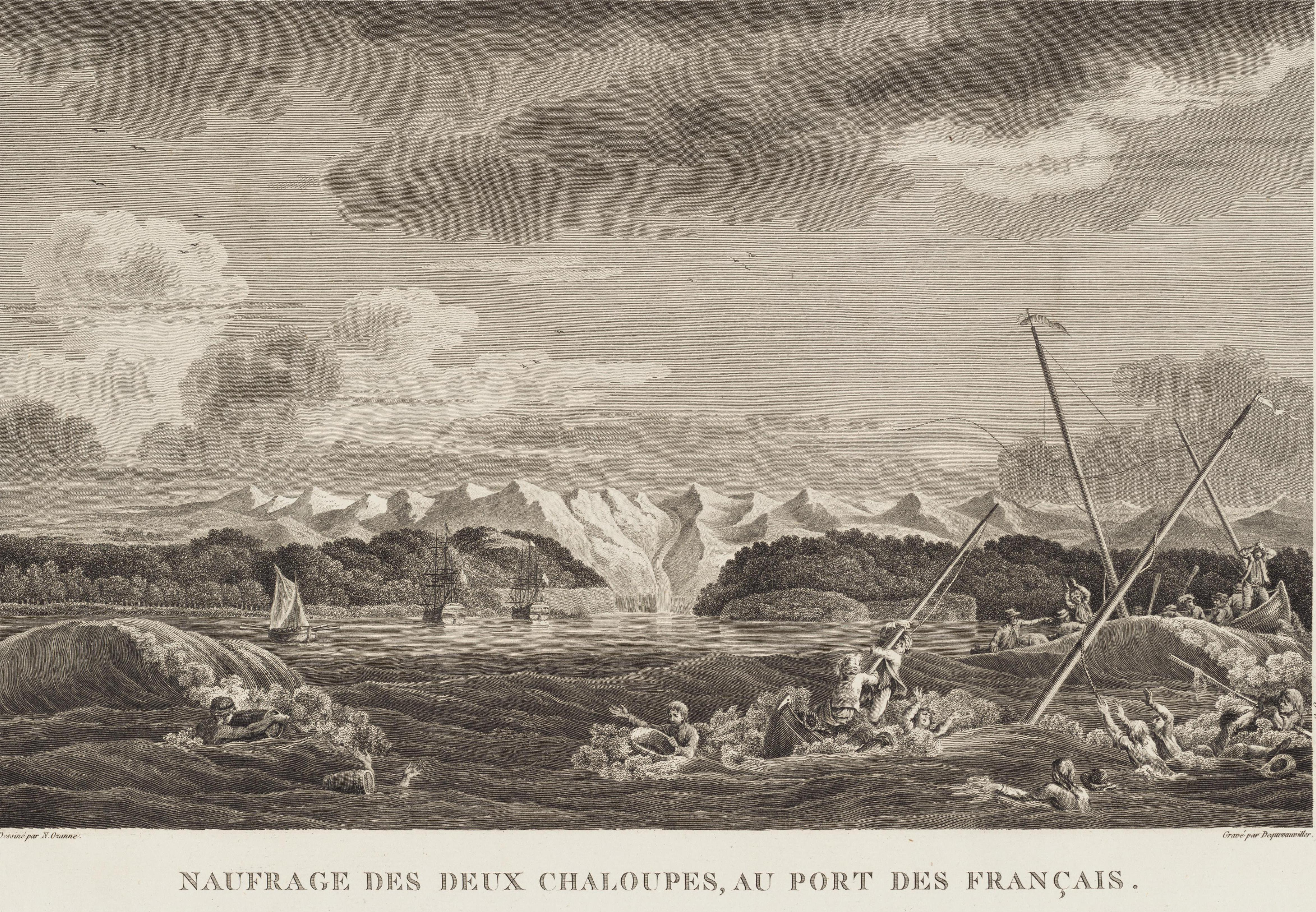
Le naufrage de deux chaloupes au pied du mont Saint Elias en 1786 coûte la vie à vingt-et-une personnes dont Charles Gabriel Morel d'Escures.

Issu de l'École royale de la Marine du Havre (1773-1775), il participe à plusieurs campagnes de 1776 à 1783 et assure son dernier commandement sur La Dorade (désarmée en 1783).
Il est membre[Depuis quand ?] de l'Académie de Marine. 
Lieutenant de vaisseau depuis le 14 avril 1781, il est décoré de l'ordre de Saint-Louis le 1er juin 1783. Le 13 mai 1785, le comte d'Hector désigne Morel d'Escures, pour surveiller de près les travaux et l'armement du Portefaix (qui deviendra La Boussole) en vue d'un voyage de circumnavigation. Il embarque sur La Boussole en qualité d'enseigne pour la mission d'exploration dans l'océan Pacifique aux ordres de La Pérouse.
Il périt dans le naufrage des chaloupes qui tentaient de négocier l'entrée de la passe de la baie Lituya en Alaska malgré les courants violents.